# Leukopoeza

Hematopoeza w rozwoju ontogenetycznym człowieka

Leukopoeza – proces powstawania leukocytów, u których występują ziarnistości w cytoplazmie, czyli granulocytów, w skład których wchodzą neutrofile (granulocyty obojętnochłonne), eozynofile (granulocyty kwasochłonne) oraz bazofile (granulocyty zasadochłonne).
Zachodzi on w narządach krwiotwórczych czyli w szpiku kostnym. Tam z niezróżnicowanej komórki łącznotkankowej powstaje mieloblast, który przekształca się kolejno w promielocyt, metamielocyt, a następnie w dany granulocyt.
Leukocyty te są w pewnych ilościach przechowywane w szpiku kostnym i pod wpływem danych czynników uwalniane do krwiobiegu. Procesy zapalne czy martwicze, spożycie pokarmu oraz noradrenalina powodują uwalnianie neutrofilów, a pasożyty czy alergie – eozynofilów.
Do prawidłowego przebiegu procesu leukopoezy potrzebne są witaminy z grupy B.

## Omówienie poszczególnych linii rozwojowych układu białokrwinkowego

### Ogólne uwagi
Wszystkie komórki typu CFU (ang. Colony Forming Unit - komórka formująca kolonie) są do siebie podobne morfologicznie. Dotyczy to także stadiów pośrednich w erytropoezie i trombopoezie.
Powstawanie eozynofili, bazofili i neutrofili określa się zbiorczo mianem granulopoezy.

### Eozynofilopoeza

#### Poszczególne stadia rozwojowe
1. STEM-CELL (komórka macierzysta w szpiku)
2. CFU-Eo (ang. CFU - Colony Forming Unit)
3. Mieloblast kwasochłonny
4. Promielocyt kwasochłonny
5. Mielocyt kwasochłonny
6. Metamielocyt kwasochłonny
7. Eozynofil

#### Dodatkowe uwagi
Stadium nr 2 określa się jako komórka progenitorowa.
Stadia od 3 do 6 określa się jako komórki prekursorowe.
Pierwotnie eozynofil opuszcza szpik w postaci pałeczki (będąc jednak już komórką dojrzałą), potem dopiero przyjmuje postać kulistą.

#### Czynniki stymulujące
- czynnik komórek pnia SCF
- interleukina IL-3
- czynnik wzrostowy granulocytów - CSF-G
- interleukina IL-5
- czynnik wzrostowy linii granulocytów i monocytów - CSF - GM

### Bazofilopoeza

#### Stadia pośrednie
1. STEM-CELL (komórka macierzysta w szpiku)
2. CFU-Ba (ang. CFU - Colony Forming Unit)
3. Mieloblast zasadochłonny
4. Promielocyt zasadochłonny
5. Mielocyt zasadochłonny
6. Metamielocyt zasadochłonny
7. Basofil